# Emiliano Rigoni
Emiliano Rigoni (Colonia Caroya, 1993. február 4. –) argentin válogatott labdarúgó, az amerikai Austin csatárja.

## Pályafutása

### Klubcsapatokban
Rigoni az argentínai Colonia Caroya községben született. Az ifjúsági pályafutását a Belgrano akadémiájánál kezdte.
2013-ban mutatkozott be a Belgrano felnőtt keretében. 2016-ban az Independiente, majd az orosz első osztályban szereplő Zenyit Szankt-Petyerburg szerződtette. 2018 és 2020 között az olasz Atalanta és a Sampdoria csapatát erősítette kölcsönben. 2020-ban a spanyol Elchéhez írt alá. 2021-ben a brazil São Paulóhoz igazolt. 2022. július 29-én 2½ éves szerződést kötött az észak-amerikai első osztályban érdekelt Austin együttesével. Először a 2022. szeptember 1-jei, Portland Timbers ellen 2–1-re elvesztett mérkőzés 62. percében, Ethan Finlay cseréjeként lépett pályára. Első gólját 2023. április 30-án, a San Jose Earthquakes ellen hazai pályán 2–2-es döntetlennel zárult találkozón szerezte meg.

### A válogatottban
Rigoni 2017-ben debütált az argentin válogatottban. Először a 2017. október 6-ai, Peru ellen 0–0-ás döntetlennel zárult VB-selejtező félidejében, Ángel Di Maríát váltva lépett pályára.

## Statisztikák
2023. június 25. szerint
| Klub                     | Szezon   | Osztály      | Bajnokság | Bajnokság | Kupa  | Kupa | Nemzetközi | Nemzetközi | Összesen | Összesen |
| Klub                     | Szezon   | Osztály      | Meccs     | Gól       | Meccs | Gól  | Meccs      | Gól        | Meccs    | Gól      |
| ------------------------ | -------- | ------------ | --------- | --------- | ----- | ---- | ---------- | ---------- | -------- | -------- |
| Zenyit Szankt-Petyerburg | 2017–18  | Premjer Liga | 17        | 0         | 1     | 0    | 10         | 6          | 28       | 6        |
| Zenyit Szankt-Petyerburg | 2018–19  | Premjer Liga | 11        | 3         | 0     | 0    | 1          | 0          | 12       | 3        |
| Zenyit Szankt-Petyerburg | 2019–20  | Premjer Liga | 12        | 2         | 2     | 1    | 0          | 0          | 14       | 3        |
| Zenyit Szankt-Petyerburg | 2020–21  | Premjer Liga | 7         | 0         | 1     | 0    | 0          | 0          | 8        | 0        |
| Zenyit Szankt-Petyerburg | Összesen | Összesen     | 47        | 5         | 4     | 1    | 11         | 6          | 62       | 12       |
| Atalanta (kölcsönben)    | 2018–19  | Serie A      | 12        | 3         | 0     | 0    | —          | —          | 12       | 3        |
| Sampdoria (kölcsönben)   | 2019–20  | Serie A      | 8         | 0         | 1     | 0    | —          | —          | 9        | 0        |
| Elche                    | 2020–21  | La Liga      | 23        | 1         | 2     | 1    | —          | —          | 25       | 2        |
| São Paulo                | 2021     | Série A      | 30        | 4         | 5     | 5    | 3          | 2          | 38       | 11       |
| São Paulo                | 2022     | Série A      | 23        | 2         | 1     | 0    | 7          | 0          | 31       | 2        |
| São Paulo                | Összesen | Összesen     | 53        | 6         | 6     | 5    | 10         | 2          | 69       | 13       |
| Austin                   | 2022     | MLS          | 10        | 0         | 0     | 0    | —          | —          | 10       | 0        |
| Austin                   | 2023     | MLS          | 19        | 1         | 2     | 0    | 2          | 0          | 23       | 1        |
| Austin                   | Összesen | Összesen     | 29        | 1         | 2     | 0    | 2          | 0          | 33       | 1        |
| Összesen                 | Összesen | Összesen     | 172       | 16        | 15    | 7    | 23         | 8          | 210      | 31       |

### A válogatottban
| Válogatott | Év       | Pályára lépés | Gól |
| ---------- | -------- | ------------- | --- |
| Argentína  | 2017     | 2             | 0   |
| Összesen   | Összesen | 2             | 0   |

## Sikerei, díjai
Zenyit Szankt-Petyerburg
- Premjer Liga
  - Bajnok (3): 2018–19, 2019–20, 2020–21

- Orosz Kupa
  - Győztes (1): 2019–20

- Orosz Szuperkupa
  - Győztes (1): 2020, 2021
  - Döntős (1): 2019